# Bernard Groethuysen
Bernard Groethuysen (prononcé « Grout-œil-zen »), né le 9 janvier 1880 à Berlin, mort à Luxembourg le 17 septembre 1946, est un écrivain et philosophe français. Ses travaux, aux confins de l'histoire et de la sociologie, concernent l'histoire des mentalités et des représentations (Weltanschauung), et l'interprétation (herméneutique) de l'expérience du monde. Dans l'entre-deux-guerres, il fait connaître en France Hölderlin, Kafka et la sociologie allemande. Son ouverture d'esprit, son appétit de connaissance et sa générosité font de lui un des grands intellectuels européens de la première moitié du XXe siècle.

## Biographie
Bernard Groethuysen est le deuxième enfant d'une fratrie de cinq. Sa mère, Olga Groloff, est issue d'une famille d'immigrants russes. Son père, Philipp Groethuysen, est un médecin (Sanitätsrat (de)) hollandais, fixé à Berlin, dont la famille est originaire de Straelen en Rhénanie-Westphalie. Souffrant de problèmes psychiatriques, celui-ci suit un traitement à partir de 1885 dans un sanatorium à Baden-Baden où il meurt en 1900. C'est dans cette ville que Bernard Groethuysen fait ses études primaires et secondaires. Brillant élève, il rejoint l'Université pour des études de philosophie et d'histoire de l'art, d'abord à Vienne, puis à Munich et enfin à Berlin. Il est successivement élève de Georg Simmel, Heinrich Wölfflin et de Wilhelm Dilthey. Après avoir soutenu sa thèse de philosophie en 1904, il enseigne dès 1906 à l'université de Berlin.
Poursuivant des travaux sur Leibniz, il se rend à Paris à l'automne 1904 où il fait la connaissance d'André Gide et de Jean Paulhan et retrouve Charles du Bos qu'il a rencontré à Berlin quelque temps auparavant. Revenant ensuite chaque année dans la capitale française, il se révèle un remarquable « passeur » entre les cultures allemande et française. À partir de 1912, il partage la vie d'Alix Guillain (1876-1951), qui deviendra ensuite une militante communiste belge. Tous deux s'installent à Paris dans un petit atelier d'artiste rue Campagne-Première. La guerre le surprend en France. En février 1915, il est interné à Châteauroux, au camp de Bitray réservé aux civils étrangers  et situé dans les locaux de l'asile d'aliénés de la ville. Ses amis Charles Du Bos et Charles Andler, ainsi qu'Henri Bergson, tentent d'améliorer ses conditions de détention et obtiennent finalement des autorités qu'il réside en ville chez des particuliers.
À partir de 1924, il participe chaque année aux célèbres décades organisées par Paul Desjardins à l'abbaye de Pontigny où il a l’occasion de côtoyer et de s'entretenir avec toute l'intelligentsia française de Gide à Aragon en passant par Benda, Brunschwicg, Mauriac, Maurois, Gabriel Marcel, Martin du Gard, Soupault, etc. En 1926 il crée avec Jean Paulhan chez Gallimard une collection qui deviendra célèbre, la Bibliothèque des idées . Nommé professeur titulaire de l'université de Berlin en 1931, il n'y donne ses cours qu'au second semestre et quitte son pays l’année suivante par pressentiment de la montée du nazisme. Il achève son dernier cours par ces mots : « Intellectuels de tous les pays, unissez-vous !». En 1937, il acquiert  la nationalité française et en 1938 il est définitivement radié de l'Université allemande.
À la NRF il dirige avec Brice Parain le département des littératures étrangères. Entre autres nombreux travaux, il a traduit pour Gallimard les romans de Goethe, contribué à introduire Hölderlin et Kafka en France : il traduit quelques poèmes de Hölderlin, écrit un article pour la NRF en 1925, et il fournit l'avant-propos aux Poèmes de la Folie de Hölderlin traduit par Pierre Jean Jouve (1929-1930) ; il préface la traduction du Procès de Kafka par Alexandre Vialatte (1933).
Pendant la guerre, «Groeth» réussit à rester chez Gallimard, avec Paulhan, dont le bureau est "une véritable «cellule de la Résistance» et le foyer de tout un ensemble d'activités éditoriales clandestines", malgré la présence de Drieu La Rochelle.
À la mort du penseur, Jean Paulhan écrit un hommage tout personnel : "Mort de Groethuysen à Luxembourg". Groethuysen meurt en effet au Luxembourg, à la clinique Sainte-Élisabeth, d'un cancer du poumon en septembre 1946.

## Postérité
Ses travaux auront porté essentiellement sur le XVIIIe siècle philosophique et politique, Montesquieu, Rousseau, la Révolution française. Quant à son traité sur Denis Diderot, La Pensée de Diderot, (1913), il est d'une importance considérable pour la réception de l'œuvre de l'encyclopédiste au XXe siècle, initiant de nouvelles pistes, permettant de nombreux nouveaux travaux de recherche.
Lucien Herr  a vu en lui un « sophiste » au sens noble du terme, Jean Wahl un « bon Européen », Pierre Jean Jouve un « homme extraordinaire ». André Gide et André Malraux furent de ses amis.
Il existe aussi une Association des Amis de Bernard Groethuysen (loi 1901).

## Œuvres
- Introduction à la pensée philosophique allemande depuis Nietzsche, Paris, Stock, 1926, 127 p.
- Origines de l'esprit bourgeois en France. I. L'Église et la bourgeoisie[9], Paris, Gallimard, 1927, 299 p.
- Mythes et portraits, préface de Jean Paulhan, Paris, Gallimard, 1947, 207 p. [coll. « Les Essais », XXIII].
- Rousseau, Paris, Gallimard, 1949, [coll. « Les Essais »].
- Anthropologie philosophique, Paris, Gallimard, 1953 [coll. « Bibliothèque des idées » puis coll. « Tel »].
- Philosophie de la Révolution française, Paris, Gallimard, 1956, [coll. « Bibliothèques des idées »]
- Philosophie et histoire, édité par Bernard Dandois, Paris, Albin Michel, 1995, 365 p.
- Mythes et portraits. Autres portraits, Paris, Gallimard, 1995, [coll; « Les Cahiers de la NRF » dirigée par Jean-Pierre Dauphin]
- Lettres 1923-1949 à Jean Paulhan & Germaine Paulhan, Bernard Groethuysen & Alix Guillain, édition établie, préfacée et annotée par Bernard Dandois, Éditions Claire Paulhan, [coll. « Correspondances de Jean Paulhan »] Paris, 2017,  (ISBN 978-2-912222-55-8)[10].

Parmi les publications de Bernard Groethuysen en revues :
- « A.D. Gurewitsch », Hermès, deuxième série, n° I, janvier 1936, p. 93.
- « Avant-propos » pour Maître Eckhart, Hermès, deuxième série, n° IV, juillet 1937, p. 5-6.
- « Carolus Bovillus », Mesures, 6e année, n° I, 15 janvier 1940, p. 61-73.
- « Montesquieu et l'art de rendre les Hommes libres », Fontaine, no 56, novembre 1946, p. 505-519.
- «La pensée de Diderot», La Grande Revue, Paris, no 82 (1913), p. 322-341